# Iman Shahoud
Iman Shahoud (àrab: إيمان شحود)  (1963) és una jutgessa i experta jurídica siriana. És activista dels drets humans i dels drets de les dones, i membre actual del Comitè Constitucional de Síria.

## Joventut i carrera professional
Shahoud es va matricular a la Facultat de Dret de la Universitat d'Alep el 1981, una època en què la ciutat era un dels escenaris centrals d'incidents violents coneguts com la Revolta islàmica de Síria (1979-1982). El 1986 Shahoud es va convertir en membre del Col·legi d'Advocats de Síria com a paralegal i va començar a exercir l'advocacia com a advocada el 1988. Els seus casos van incloure dret penal, civil, militar i d'estatus personal. L'any 2003 va ser nomenada consellera de la Divisió Civil del Tribunal d'Apel·lació d'Alep. Més tard, Shahoud va ser traslladada al Tribunal d'Apel·lació d'Idleb, on va treballar com a jutgessa. En aquell moment, segons un informe de 2007 del Global Justice Center, menys del 13% dels magistrats sirians eren dones.

## Activitats polítiques i constitucionals
Amb l'escalada de violència a Síria el 2011 que va provocar la guerra civil siriana i la posterior pèrdua del control territorial del govern sirià sobre parts de les governacions del nord d'Alep i Idlib, diversos jutges i advocats van crear una organització d'oposició anomenada Free Independent Syrian. El Consell del Poder Judicial per establir un sistema judicial d'autoadministració en aquests àmbits. Shahoud es va convertir en membre del Comitè Judicial Suprem de l'organització.
El 2013 es va incorporar a la Casa d'experts sirians, una iniciativa de sirians de diferents procedències que van presentar un full de ruta per a la transició política i la reforma de les institucions estatals a Síria.
El 2014 va emigrar a Suècia.
El 2015, Shahoud va ser coautor d'una carta a l'aleshores enviat de l'ONU a Síria, Staffan di Mistura, en la qual l'instava a no proposar ni acceptar que «es pugui oferir immunitat als sospitosos de crims de guerra» com a part d'un acord per resoldre la crisi siriana. El grup d'experts jurídics que s'anomena Grup de Coordinació de Justícia Transicional va afirmar que una transició exitosa només es podria produir amb la plena «responsabilitat i l'estat de dret».
A Suècia, Shahoud va continuar defensant els drets de les dones i va ser sol·licitada en diversos casos de divorci entre sirians a l'exili. Segons Shahoud, «una varietat de factors han contribuït a l'augment dels casos de divorci entre els refugiats a Suècia, inclosa la llibertat que va permetre a algunes dones sortir dels matrimonis forçats, per exemple».
L'octubre de 2019, Naser al-Hariri, president de l'Alt Comitè de Negociacions, un òrgan paraigua de diversos grups d'oposició sirians armats i no armats, va anunciar que Shahoud seria membre de la delegació de l'Alt Comitè de Negociacions al Comitè Constitucional de Síria. El Comitè és una iniciativa facilitada per l'ONU per permetre el diàleg entre els grups de l'oposició i el govern sirià mitjançant la modificació de la Constitució de Síria de 2012. L'ONU inclou a Shahoud entre els membres del «Cos petit» del Comitè encarregat de redactar les esmenes.